# 金沢市立高尾台中学校
金沢市立高尾台中学校（かなざわしりつ たかおだいちゅうがっこう、英語: Kanazawa Municipal Takaodai Junior High School）は、石川県金沢市高尾台1丁目にある公立中学校。

## 概要
昭和50年代以降の、金沢市中心部のドーナツ化現象に伴う急速な人口増加により、市南部地区の野田中学校・泉中学校・額中学校の生徒数増加に対する解決策として、通学区域変更を行い、昭和56年4月1日に開校した。
1996年、生徒数増加にともなう大規模校解消のため、再び通学区域変更が行われ、それまで通学していた三馬小学校の卒業生が、同年4月より新設された「清泉中学校」に通学することになった。

### 学校生活
新型コロナウイルス感染症の世界的流行を受けて文部科学省のGIGAスクール構想が加速したことにより、2020年度にオンライン環境が整備され、生徒全員に1台ずつタブレット端末が配布された。これを利用して不登校や別室登校の生徒にも遠隔授業が提供されていた。また、同年には音楽の授業での合唱やリコーダーの演奏などの実施が困難となったことから、朝鮮の伝統的打楽器による音楽サムルノリの授業が行われた。

## 沿革
- 1980年（昭和55年）1月29日 - 校舎建築起工式を挙行[8]。
- 1981年（昭和56年）
  - 4月1日 - 金沢市立高尾台中学校開校[1]。
  - 7月22日 - 屋外プール（7コース、シャワー、脱衣室、便所付）完工、竣工式及びプール開き、校旗・校名旗授与[1]。
- 1985年（昭和60年）11月22日 - 創立5周年記念式典挙行[1]。
- 1989年（平成元年）8月24日 - 第37回日本PTA全国研究大会（沖縄）で本校PTAが発表日本PTA全国協議会より感謝状受賞[1]。
- 1990年（平成2年）
  - 11月19日 - PTA文部科学大臣賞受賞[1]。
  - 11月22日 - 創立10周年記念式典挙行、校訓の碑建立[1]。
- 1992年（平成4年）4月1日 - ボランティア活動普及事業協力校（1992～94年度）[1]。
- 1993年（平成5年）
  - 4月1日 - 県・コンピューター利用研究推進校（1993～94年度）、学校集金口座振替制導入[1]。
  - 8月14日 - 第1回同窓会幹事会[1]。
- 1996年（平成8年）
  - 4月1日 - 清泉中学校開校にともない、三馬小学校区は清泉中学校へ通学区域が変更される[1]。
  - 5月13日 - NTTよりコンピュータが20台貸与、第二CAI室開設[1]。
- 1999年（平成11年）4月1日 - 情緒障害学級設置[1]。
- 2005年（平成17年）9月1日 - 校舎耐震補強工事完了[1]。
- 2008年（平成20年）5月9日 - 在日ベルギー大使訪問、EU講演会開催[1]。
- 2009年（平成21年）
  - 11月7日 - 石川県PTA連合会表彰受賞[1]。
  - 11月29日 - 金沢市「思いやりの心」活動・奨励賞（学校賞）受賞[1]。
- 2011年（平成23年）
  - 9月20日 - 体育館耐震補強工事完了[1]。
  - 11月26日 - 創立10周年記念式典挙行[1]。
- 2014年（平成26年）9月30日 - 外壁塗装工事第一期工事終了[1]。
- 2015年（平成27年）12月18日 - 外壁塗装工事第二期工事終了[1]。
- 2016年（平成28年）8月31日 - 外壁塗装工事第三期工事終了[1]。
- 2017年（平成29年）4月1日 - 若手教員早期育成プログラム実践モデル事業校[1]。
- 2020年（令和2年）3月26日 - エアコン設置工事完了[1]。

## 通学区域
富樫小学校通学町、伏見台小学校通学町、扇台小学校通学町（額新町1丁目、額新町2丁目、光が丘1丁目、額新保1丁目、馬替1丁目、馬替2丁目、馬替3丁目、高尾台4丁目151番地～158番地を除く）。

## 学校教育目標、方針
引用:

### 教育目標
1. 確かな学力を身につけた、個性豊かで創造性に富む人間の育成
2. 敬愛の念を持ち、人権を尊重する人間の育成
3. 心身ともに健康で、社会に貢献する、責任感の強い人間の育成

### 教育方針
1. 人間尊重の精神を基本として、生きる力を育む学校経営を推進する。
2. 基本的生活習慣の確立とともに、自律性や積極性に富む人間形成に努める。
3. 自らの指導力向上のために、実践研究を中心にした研修の充実に努める。
4. 生徒の健全育成をはかるために、家庭・地域社会・小学校との連携に努める。

### めざす生徒像・学校像・教師像

#### めざす生徒像　「目標を持って努力する生徒」
1. 「敬愛」を意識させ、「思いやりのある生徒」を育成
2. 「奉仕」を意識させ、「すすんで学び働く生徒」を育成
3. 「誠実」を意識させ、「あいさつができ時間や決まりを守る生徒」を育成

#### めざす学校像　「安心・安全な学習環境が提供できる学校」
1. 生徒が生き生きと活動し、魅力溢れる楽しい学校
2. 安心・安全で、規律や思いやりのある落ち着いた学校
3. 保護者や地域から信頼され、充実した内容の授業が行える学校

#### めざす教師像　「生徒理解に努め、信頼される教師」
1. 生徒から信頼される教師 ・・・・ 生徒に寄り添い、成長を支える真剣な姿
2. 保護者から信頼される教師 ・・・ 生徒の成長を共に願い、共感・共同で育てる姿勢
3. 地域から信頼される教師 ・・・・ 地域の活力を取り込み、共に育てる活動の推進
4. 仲間から信頼される教師 ・・・・ 若手、ミドル、ベテランによる組織的な教育活動の推進

## 部活動
吹奏楽部は2018年に朝日新聞社主催の第66回石川県吹奏楽コンクールで白山市立北辰中学校と共に最優秀団体として朝日新聞社賞を受賞し、石川県代表として第59回北陸吹奏楽コンクールにも出場した。

### 運動部
《出典：》
- 陸上競技部（男・女）
- 野球部
- ハンドボール部（男・女）
- サッカー部
- ソフトテニス部（男・女）
- バレーボール部（女子）
- バスケットボール部（男子）[注釈 1]
- バドミントン部（女子）
- 卓球部（男・女）
- 剣道部（男・女）
- 柔道部（男・女）

#### かつてあった運動部
- ソフトボールクラブ（女子）
- 新体操部（女子）
- スキー部
- 水泳部

### 文化部
《出典：》
- 情報・科学部
- 吹奏楽部
- 芸術部

#### かつてあった文化部
- 合唱部
- 英語部
- 文芸部
- 華道部
- 家庭部
- 演劇部
- 茶道部
- 生活部

## 学校行事
《出典：》
- 3年修学旅行（関西方面）（4月）
- 運動会（9月）
- 1年遠足（10月）
- 合唱コンクール（10月）
- 駅伝大会（11月)
- 小・中合同展（1月）
- 1・2年球技大会（3月）

## 出身著名人
- 大松尚逸 - プロ野球選手（ヤクルト他、現在は独立リーグ福井MEに所属）
- 近藤俊太郎[12] - 独立リーグ野球選手（石川ミリオンスターズ）
- 谷川恵一 - 北陸放送アナウンサー
- 富田俊樹[13] - モトクロス選手（ヤマハ発動機）